# Strinčjera erőd
Strinčjera erőd (horvátul: Utvrda Strinčjera) egy újkori erőd Horvátországban, Dubrovnik városának határában. A Strinčjera egy erődrendszer része, melynek további három tagja az Imperijal, a Gradci és a Delgorgue a város védelmi rendszerének része volt.

## Fekvése
A Strinčjera erőd a Dubrovnik feletti azonos nevű magaslaton található, légvonalban mintegy 1300 méterre az Imperijal erődtől északnyugatra, körülbelül 400 méterrel a tengerszint felett, olyan helyen, ahonnan a Srđ-hegy teljes északi, keleti és délkeleti lejtőjének része látható.

## Története
Építésének célja, hogy északi, keleti és délkeleti irányokból ellenőrizze Dubrovnik városának megközelítését. A Strinčjera építésének idejét még soha nem határozták meg pontosan, de Giuseppe Amerling osztrák ezredes 1870-ből származó beszámolói alapján feltételezhető, hogy valamikor 1886 és 19. század vége között épült. Az osztrák ezredes ugyanis a dubrovniki erődítményekről készített jelentéseiben még sehol sem említette Strinčjerát, és az erődről csak 1886-ban van először szó.
A délszláv háború idején Strinčjera erődje eredetileg a horvát hadsereg kezén volt, de heves harcok és tíz horvát védő eleste után 1991 novemberében JNA egységei foglalták el, és egészen 1992 május 26-ig maradtak ott.

## A vár mai állapota
A Strinčjera erőd ma elhanyagolt, bokrokkal és tövisekkel benőtt területen áll, a sarkokban található kerek védőtornyok és az erőd belsejében lévő két épület romokban hever. Az erőd környéke leromlott, ezért egyre népszerűbb a kirándulók és a turisták körében. Az Imperijal erődtől egy makadám út vezet az erődhöz. Az erődben és környékén emlékművek vannak, melyeket Dubrovnik elesett védőinek állítottak.

## Fordítás
Ez a szócikk részben vagy egészben  az   Utvrda Strinčjera című horvát Wikipédia-szócikk ezen változatának fordításán alapul.  Az eredeti cikk szerkesztőit annak laptörténete sorolja fel. Ez a jelzés csupán a megfogalmazás eredetét és a szerzői jogokat jelzi, nem szolgál a cikkben szereplő információk forrásmegjelöléseként.